# Савич Семен (генеральний писар)
Савич Семен (*? — †1725) — державний діяч Гетьманщини у першій чверті 18 століття, представник козацько-старшинського роду Савичів на Чернігівщині. У 1701-1706 роках — писар Генерального військового суду. У 1709-1723 — генеральний писар.

## Державна діяльність
У 1687 році підписує Коломацькі статті разом з батьком Савою Прокоповичем «вместо себе и брата своего Івана…»
В 1689 році в ранзі значного військового товариша супроводжував гетьмана Івана Мазепу до Москви. В цей час він одружується із Тетяною Леонтіївною Полуботок — донькою переяславського наказного полковника Леонтія Артемійовича Полуботка, син якого, Павло Полуботок (бл. 1660—1723), як відомо, був чернігівським полковником (1706—1722) та наказним гетьманом Лівобережної України (1722—1723).
У 1701 році гетьман Іван Мазепа призначає Семена Савича на посаду писаря Генерального військового суду (1701—1706 рр.)

## Родина
У Семена та Тетяни Леонтіївни Савичів було троє дітей. Найстарший Федір народився приблизно в 1691 році. Була ще донька Марія та наймолодший син Григорій, що з'явився на світ в 1725 році.

## Генеральна військова канцелярія

### Уряд Івана Скоропадського
У 1708 році Савич обирається до уряду Івана Скоропадського, генеральним писарем. Генеральна старшина (до якої крім названого генерального писаря, входили також генеральний обозний, два генеральних судді, два генеральних осавули, генеральний хорунжий і генеральний бунчужний) замісить пенсії отримували так звану рангову маєтність. Це було, як правило одне або кілька сіл з майном, що відписувались «на кормлєніє» урядникові на час його служби. Але поступово ці маєтності у впливових родах переходять у спадок.
Генеральний писар був другим по порядку і найвпливовішим членом ради старшини — Гетьманської, або Генеральної військової канцелярії. Він офіційно керував Генеральною (або, як тоді писали, Єнеральною) Військовою гетьманською канцелярією, вів дипломатичні зносини, листування. Іноземці, як правило, називали генерального писаря канцлером.

### Уряд Павла Полуботка
Семена Савича в липні 1722 року перепризначують Генеральним писарем в уряді наказного гетьмана Павла Полуботка (бл. 1660—1723). Він підтримує заходи наказного гетьмана Павла Полуботка, спрямовані на зміцнення державних основ Гетьманщини. Разом з іншими представниками генеральної старшини рішуче протестує проти колоніальної політики російської адміністрації в Україні.
Влітку 1722 року разом з Павлом Полуботком, генеральним суддею Іваном Чарнишем їздив до Петербурга, де козацька старшина домагалася від Петра І ліквідації Малоросійської колегії та дозволу на обрання нового гетьмана.

## Арешт
10 листопада 1723 року п'ятнадцять козацьких старшин на чолі з наказним гетьманом були заточені в колодки і відправлені до Петропавловської фортеці. Залишились на волі тільки їх служники, зокрема, семеро Семена Савича.
«Це був безпрецедентний крок російського імператора, — говорить відомий український історик Микола Аркас. — Були ув'язнені перші політичні в'язні в новій російській столиці».
Після смерті Петра І (28 січня 1725 р.) на чолі Російської держави стає його дружина імператриця Катерина І (1725—1727). Одним із перших своїх наказів, 4 лютого 1725 року, вона звільняє українських арештантів, що залишились в живих, з в'язниці. Але дозволяє жити лише в Санкт-Петербурзі.
Моральні стреси, фізичні страждання однозначно вплинули на здоров'я Семена Савича. Вірогідніше всього, вже навесні 1725 року він помирає. Похований Семен Савич в Невському монастирі.